# Cordia globifera
Cordia globifera är en strävbladig växtart som beskrevs av W. W. Smith. Cordia globifera ingår i släktet Cordia, och familjen strävbladiga växter. Inga underarter finns listade i Catalogue of Life.